# Víctor Manuel Pérez Rojas
Victor Manuel Pérez Rojas (17 de outubro de 1940 - 12 de novembro de 2019) foi um clérigo católico romano venezuelano, bispo emérito de Apure.

## Biografia
Pérez Rojas nasceu em Las Mercedes del Llano, no estado de Guárico, filho de César Pérez e Mercedes Rojas Márquez. Estudou em sua cidade natal e começou a formação sacerdotal no Seminário São José em Calabozo. Por ordem de seu bispo, Mons. Miguel Antonio Salas Salas, continuou os estudos de filosofia no Seminário Divina Pastora em Barquisimeto, e depois Teologia no Seminário Interdiocesano Santa Rosa de Lima de Caracas. Durante esse tempo, foi diretor da Academia Misional, estando em contacto com as comunidades religiosas femininas e masculinas em Caracas, e por dois anos dirigiu a revista do seminário.
Foi ordenado ao sacerdócio em 11 de setembro de 1965, para a Arquidiocese de Calabozo, por Mons. Miguel Antonio Salas Salas. No mesmo dia, foi designado vigário paroquial da Igreja Nossa Senhora da Candelária em Valle de La Pascua. Dirigiu a paróquia Nossa Senhora de Carmen em Zaraza (1966-1968); reitor do Seminário São José de Calabozo (1968-1971); pároco da Paróquia Santíssima Trindade de Guamachal em Valle de la Pascua (1971-1974); vigário forâneo e pároco de Nossa Senhora da Candelária em Valle de La Pascua (1974-1986), além de docente e diretor do Colegio Juan German Roscio e presidente da Asociación Venezolana de Educación Católica ao nível diocesano; com a transferência de Mons. Salas, foi eleito Vigário Capitular da Arquidiocese de Calabozo (1979-1980); designado por Mons. Rojo Paredes como pároco da Matriz de São João Batista de San Juan de Los Morros (1986-1998), onde fundou a Unidad Educativa Colegio Parroquial Mercedes Rojas de Pérez e o Centro Taller Escuela Artesanal Mercedes Rojas de Pérez.
O Papa João Paulo II o nomeou bispo titular de Tagaria e bispo auxiliar de Calabozo em 9 de maio de 1998. Foi ordenado em 23 de junho do mesmo ano, pelo Arcebispo de Calabozo, Helímenas de Jesús Rojo Paredes CIM, na Catedral de Calabozo; os co-consagradores foram Miguel Antonio Salas Salas, CIM, Arcebispo de Mérida, e Baltazar Enrique Porras Cardozo, Arcebispo de Mérida.
A partir da ordenação episcopal, Monsenhor Pérez foi nomeado vigário geral da Arquidiocese. Em 7 de novembro de 2001 foi nomeado Bispo de San Fernando de Apure. Como terceiro bispo da diocese, tomou posse canônica em 12 de dezembro, na catedral de San Fernando Rey. Em seu ministério, além de várias paróquias, fundou a escola agropecuária Liceo Diocesano Bolivariano Mons. Ángel Adolfo Polachini e uma missão entre os indígenas do rio Capanaparo.
O Papa Francisco aceitou sua renúncia por idade em 15 de julho de 2016.
Após sofrer de diabetes por muitos anos, Dom Víctor Manuel Pérez Rojas faleceu na clínica La Floresta, no Distrito Capital, devido a uma insuficiência cardíaca. Foi sepultado em sua cidade natal.